# Oswaldo (série de televisão)
Oswaldo é uma série animada brasileira criada por Pedro Eboli e produzida pelo Birdo Studio. A série estreou no dia 11 de outubro de 2017 pelo Cartoon Network e no dia 29 de outubro de 2017 pela TV Cultura.
A animação contou com incentivos do Fundo Setorial do Audiovisual e mobilizou uma equipe de 54 profissionais, entre animadores, designers e produtores da Birdo, além de roteiristas convidados. A direção das vozes originais ficou a cargo de Melissa Garcia da Ultrassom Music Ideas, reconhecida pelo trabalho nas animações Irmão do Jorel e no filme O Menino e o Mundo. Além de dirigir, Melissa dá voz à Leia. Oswaldo é protagonizado pelo ator Joel Vieira e Vini Wolf dá vida a Tobias, logo sendo substituído pelo Ítalo Luiz na segunda temporada. A trilha sonora e mixagem foram desenvolvidas pela Submarino Fantástico, responsável pelas séries infantis dos canais Discovery Kids, Nickelodeon e Gloob.
Uma segunda temporada estreou em 3 de junho de 2019, e foi produzida em conjunto com a produtora indiana Simbiosys Entertainment.
A sequência do título do show foi feita pelo diretor holandês-americano Fons Schiedon.

## Sinopse
Oswaldo mostra o cotidiano de um pinguim antropomórfico de 12 anos de 6.º ano, que, junto com seus amigos(Tobias e Léia) de escola, enfrenta o desafio de sobreviver ao colégio. Com humor ágil e pitadas da cultura pop brasileira, a série acompanha o personagem título e a sua imensa habilidade de transformar as mais simples situações da vida em jornadas épicas. As esquisitices e bizarrices de Oswaldo se tornam comuns ao grupo que ao mesmo tempo entende que cada um é especial.

## Argumento
Oswaldo foi encontrado durante o inverno em uma praia da Barra da Tijuca, na cidade do Rio de Janeiro, quando era apenas um filhotinho adorável e foi adotado por um casal de humanos excêntricos. Seus pais humanos são uma médica controladora e um pai atlético e rato de praia com uma profissão completamente difícil de ser descrita, não dão muita atenção para os comportamento do filho  que cresceu como uma criança humana normal curtindo vídeo games, pizza, RPG e é claro: a internet. Seu jeito simples de ser, além de suas características únicas (Oswaldo é desengonçado, desajeitado e super empolgado com aquilo em que ele está envolvido, além de ser um pinguim que usa um casaco na cidade do Rio de Janeiro) o aproxima por acaso de duas outras crianças que também se sentem um "peixe fora d´água". A primeira é a Leia, também com 12 anos, tem diversos gostos em comum com Oswaldo, como jogos de tabuleiro, RPG e miniaturas. Porém, Leia é extremamente ansiosa e perfeccionista com o seu desempenho acadêmico, o que se explica pelo fato de sua mãe ser a diretora da escola onde os dois estudam. Um outro colega de escola e amigo dos dois é Tobias que é tão avoado quanto o protagonista, entretanto, chega a ser mais "sem noção" do que Oswaldo, acreditando e embarcando em qualquer baboseira ou ideia maluca do protagonista.

## Personagens

### Principais
- Oswaldo (Joel Vieira) - Um pinguim de 12 anos, está no sexto ano da escola, é filho de humanos. Gosta de Picolé de PF (Prato Feito) e de jogar videogame, quando vai na locadora de games traz o game que gosta de volta, como o seu jogo favorito, Space Ninja Dinossauro.
- Tobias (Vini Wolf / Ítalo Luiz) - É o melhor amigo de Oswaldo.
- Léia (Melissa Garcia) - A melhor amiga de Oswaldo.
- Srta. Feramina (Mabel Cezar) - A mãe de Oswaldo.
- Paulito (Nestor Chiesse) - O pai de Oswaldo.

### Recorrentes
- Alberto (Vagner Fagundes) - Um garoto de cabelo laranja e usa roupa atlética e calça preta.
- Fernando Medeiros (Alfredo Rollo) - Também conhecido como Medeiros, é um garoto que anda sempre com seu segurança Tenório.
- Geovan (Vagner Fagundes) - Um garoto que usa roupas dark. Quando era criança se chamava Gegê, mas Oswaldo errou o nome e criou a palavra Lelê, mas foi trocado por Geovan por motivos desconhecidos.
- Vivian (Ludmilla) - Uma garota que é a amiga de Léia e odeia Medeiros.
- Jeanette e Sandra (Tatiane de Marca) - As irmãs da Barra da Tijuca e outras amigas de Léia, também odeiam Medeiros.
- Dimitri (Vini Wolf / Ítalo Luiz) - Um garoto que joga papel no Oswaldo e amigo de Medeiros.
- Wanderson (Nestor Chiesse) - Um homem que é o dono de uma locadora de vídeogames.
- Ryan (Vagner Fagundes) - Outro amigo de Medeiros. Nos dentes usa aparelho.

### Secundários
- Teco (Joel Vieira) - Empregado da "Casa de Suco".
- Prof. Gibraltar (Nestor Chiesse) - Professor da Escola Chave Perdida.
- Seu Ramiro (Vini Wolf) - Pai do Tobias.

## Transmissão
| País / Região                                    | Canal                      | Estreia                                     | Título do país                                                |
| ------------------------------------------------ | -------------------------- | ------------------------------------------- | ------------------------------------------------------------- |
| Brasil                                           | Cartoon Network TV Cultura | 11 de outubro de 2017 29 de outubro de 2017 | Oswaldo                                                       |
| França                                           | Gulli Canal J              | 30 de novembro de 2019                      | Oswaldo                                                       |
| Coreia do Sul                                    | Tooniverse                 |                                             | 크레이지 펭! 오스왈도 (Crazy Penguin Oswaldo)                 |
| Sudeste Asiático                                 | Disney Channel             | 2 de fevereiro de 2019                      | Oswaldo                                                       |
| América Latina                                   | Cartoon Network            | 16 de agosto de 2018                        | Oswaldo                                                       |
| Itália                                           | Boing Cartoon Network      | 2019                                        | Oswaldo                                                       |
| Índia                                            | Disney Channel             | TBA                                         | Oswaldo                                                       |
| Turquia                                          | Cartoon Network            | 2019                                        | Oswaldo                                                       |
| Hungria · Roménia · Chéquia · Eslovênia · Sérvia | Minimax                    | 2021                                        | Oswaldo (Hungria/Romênia) Osvaldo (Tchéquia/Eslovênia/Sérvia) |
| Reino Unido                                      | CBBC                       | 25 de julho de 2022                         | Oswaldo                                                       |